# Hemiconcavodonta
Hemiconcavodonta is een uitgestorven monotypisch geslacht van tweekleppigen uit de  familie van de Praenuculidae.

## Soort
- Hemiconcavodonta minuta